# 白熱!!白髪トーク
白熱!!白髪トーク（はくねつ はくはつトーク）は、朝日放送ラジオ（ABCラジオ）で2001年度から2003年度までのナイターオフシーズン中、毎週日曜日に放送されていた番組。

## 概要
ABCの元アナウンサー・中村鋭一と、ABCの元チーフプロデューサーで、『必殺シリーズ』を手がけた山内久司の2名をパーソナリティーに迎え、最近の時事情勢から2人の趣味、仕事上におけるこぼれ話などを披露しあった。
| スタブアイコン | サブスタブ | この項目は、まだ閲覧者の調べものの参照としては役立たない、ラジオ番組に関連した書きかけの項目です。この項目を加筆・訂正などしてくださる協力者を求めています（P:ラジオ/PJ:放送番組）。 |